# 王新安
王新安（1945年—1975年8月11日），河南省新蔡县练村镇甘湾村人，中国人民解放军将领。

## 生平
1965年12月，加入中国共产党党员。1968年4月，王新安从部队退伍回家，一心扑在家乡为乡亲办实事，办起了甘湾村第一所村小学。1975年8月初，洪河上游暴雨成灾，河水猛涨，他带领100多名民兵，奔赴最危险的王湾东风闸地段抢修河堤，连续奋战三昼夜。11日晨，闸门底部被洪水冲破，他4次潜入一丈多深的急流中探险堵漏。土包屡被冲走，为保住水闸英勇牺牲，用生命换来了7个生产大队人民群众生命财产的安全。1976年7月20日，国务院、中央军委发布命令，授予王新安“英雄民兵营长”光荣称号。1976年8月11日，即王新安牺牲一周年之际，中共河南省委、武汉军区党委在郑州召开命名大会，隆重纪念王新安，并号召学习王新安的英雄事迹。